# لیتوک (خواننده)
پارک جونگ-سو (کره‌ای: 박정수؛ زادهٔ ۱ ژوئیه ۱۹۸۳) که به‌طور حرفه ای با نام لیتوک (کره‌ای: 이특) شناخته می‌شود، خواننده، ترانه‌سرا، مجری، شخصیت رادیویی و بازیگر اهل کره جنوبی است. او به عنوان لیدر گروه پسرانهٔ سوپر جونیور در نوامبر ۲۰۰۵ فعالیت خود را آغاز کرد و از آن زمان در زیرگروه‌های سوپر جونیور-تی و سوپر جونیور-اچ شرکت داشته‌است. او حرفهٔ خود را به عنوان مجری تلویزیونی در برنامهٔ موسیقی ام کانت‌داون شروع کرد. او بیشتر به خاطر نقشش در اجرای برنامه‌های قلب قوی، استار کینگ، بهترین رازهای آشپزی، می‌توانم صدایت را ببینم و مسابقات قهرمانی آیدل استار شناخته شده‌است.
او همچنین یک شخصیت ثابت در جوایز سالانهٔ کره جنوبی است؛ او سه بار جوایز گلدن دیسک، شش بار جوایز موسیقی جدول گائون و چهار بار جوایز آرتیست آسیا را اجرا کرده‌است. او به‌طور منظم میزبان دریم کنسرت و کنسرت‌های سالانهٔ جشنواره آهنگ آسیا است.